# Lew Fiłatow
Lew Nikołajewicz Fiłatow, ros. Лев Николаевич Филатов (ur. 2 marca 1902 r. we wsi Gosudariew Bajrak koło Jekaterynosławia, zm. 15 października 1989 r. w Argenteuil) – rosyjski działacz emigracyjny, inżynier-elektrotechnik.
Brał udział w wojnie domowej w Rosji w szeregach wojsk Białych. W listopadzie 1920 r. wraz z pozostałymi wojskowymi został ewakuowany z Krymu do Gallipoli. Na emigracji zamieszkał w Królestwie SHS. Wkrótce przybył do Czechosłowacji. W 1928 r. ukończył wyższą szkołę politechniczną oraz wyższą szkołę inżynierów-mechaników i elektrotechników w Pradze. W 1929 r. wyjechał do Francji. Pracował jako inżynier-elektrotechnik w różnych firmach, jak Alstom czy Merlin Gerin. Podczas II wojny światowej przeniósł się do III Rzeszy. Po jej zakończeniu zamieszkał w Belgii. Pracował w firmie Lavalette-Bosch. Wstąpił do Narodowego Związku Pracujących (NTS). Był aktywnym członkiem Stowarzyszenia „Prawosławnoje Dieło”. Opracowywał odezwy, które były nielegalnie przesyłane do ZSRR. W latach 70. współzakładał pismo „Sbornik Prawosławnogo Dieła”.